# Noroeste de Europa
El noroeste de Europa es una de las regiones de Europa. Es una región que se superpone al norte y al oeste de Europa y se puede definir tanto geográfica como etnográficamente. Está conformada por  Reino Unido, Irlanda, Bélgica, los Países Bajos, Luxemburgo, el norte de Francia, Alemania, Dinamarca, Noruega, Suecia, Islandia,  Suiza, Finlandia y Austria pero se excluye el sur mediterráneo de Francia. Existe una estrecha correspondencia entre las distancias genética y la geográfica en estas poblaciones. En la mayor parte del noroeste de Europa se hablan los idiomas germánicos, en el norte también  lenguas urálicas, en el norte de Francia, el sur de Bélgica, Luxemburgo y algunas partes de Suiza también se hablan idiomas romances  y en las islas británicas y en Bretaña se hablan idiomas celtas.